# Завокзальный мемориальный комплекс (Сочи)
Завокза́льный мемориа́льный ко́мплекс — памятник бойцам-сочинцам, погибшим в боях в годы Великой Отечественной войны 1941—1945. Имеет общегородское значение. Расположен в микрорайоне Завокзальный в Центральном районе города Сочи, Краснодарский край, Россия. Авторы мемориала — архитекторы Г. Х. Назарьян и Р. И. Семерджиев.

## Описание
Памятные доски с именами воинов расположены полукругом. В центре — Вечный огонь. Это место захоронения более 2000 воинов Советской Армии, умерших в госпиталях Сочи от тяжёлых ран.

## История
На месте памятника находилось старое городское кладбище, где и совершались захоронения жертв Великой Отечественной войны. Кладбище сравняли с землёй в 1972-1973. Мемориал построен в 1985 в честь 40-летия Победы в войне, автор памятника — сочинский архитектор Г. Х. Назарьян, участник ВОВ. Вечный огонь зажжён 8 мая 1985 пламенем с легендарной Малой Земли. 12 мая 2015 к Вечному огню возложили венки Министр иностранных дел России С. Лавров и госсекретарь США Д. Керри.
В апреле 2012 городская общественность добилась сноса строившегося 7-этажного здания в непосредственной близости от мемориала.